# Вівіан Венс
Вівіан Венс (англ. Vivian Vance; нар. 26 липня 1909, Черрівейл, Канзас — пом. 17 серпня 1979, Белвідер, Каліфорнія) — американська комедійна актриса і співачка, відома участю в комічному дуеті з Люсіль Болл в популярному телешоу «Я люблю Люсі», який приніс їй премію «Еммі».
Остання поява Вівіан Венс на телебаченні з Люсіль Болл відбулося на телеканалі CBS в спеціальному випуску «Люсі дзвонить Президенту» 21 листопада 1977 року, цього ж року вона перенесла інсульт, який частково її паралізував.
Померла 17 серпня 1979 року від раку кісток (вторинного раку молочної залози).

## Фільмографія
| Рік       |   | Українська назва | Оригінальна назва | Роль           |
| --------- | - | ---------------- | ----------------- | -------------- |
| 1951—1957 | с | Я люблю Люсі     | I Love Lucy       | Етель Мерц     |
| 1953      | ф | Я люблю Люсі     | Я люблю Люсі      | Етель Мерц     |
| 1965      | ф | Великі перегони  | The Great Race    | Гестер Ґудбоді |